# Dalila Di Lazzaro
Dalila Di Lazzaro, née à Udine le 29 janvier 1953 est une actrice, mannequin et écrivain italienne.

## Biographie
Elle a commencé très tôt sa carrière dans le monde du spectacle pour subvenir aux besoins de son fils Christian, né le 5 avril 1969, alors qu'elle n'avait que 16 ans. D'abord uniquement mannequin, elle est ensuite devenue styliste. En 1986, elle a également fait un témoignage promotionnel pour le médicament Collirio Octilia dans la publicité Quando gli occhi parlano. 
Dalila Di Lazzaro aborde le monde du spectacle comme mannequin des maisons de mode les plus célèbres avant de faire ses débuts au cinéma en 1972, choisie par les producteurs Andy Warhol et Carlo Ponti.
Elle a tourné dans plus de trente films. Elle a fait ses débuts comme actrice dans une réalisation d'Alberto Lattuada titrée Oh, Serafina !. Son physique agréable et sa personnalité la conduisent à interpréter des rôles de femme fatale.  Elle devient une habituée de la scène du cinéma italien de la période allant des années 1970 jusqu'à 1991. Dalila a travaillé sur des films réalisés par les meilleurs réalisateurs italiens comme Steno, Alberto Lattuada, Luigi Comencini, Enrico Maria Salerno et Dario Argento, et internationaux comme Andy Warhol ou Klaus Kinski. En France, elle est connue pour ses rôles dans les films Eugenio, Phenomena, Trois hommes à abattre avec Alain Delon, réalisé en 1980 par Jacques Deray, ainsi que pour Chair pour Frankenstein.
Ayant entamé une carrière de romancière, elle est à nouveau présente à la télévision italienne depuis quelques années, avant de revenir comme actrice en 2013 dans le film L'ultima ruota del carro (it) de Giovanni Veronesi.

## Vie privée
En 1991, son fils Christian meurt à l'âge de 22 ans, victime d'un accident de voiture, une tragédie qui l'a fortement éprouvée. Dans les années qui suivent, elle est également sujette à une forme de douleur physique chronique, à la suite d'un accident de moto provoqué par un nid-de-poule dans une rue de Rome, qui lui cause une fracture de l'atlas, la première vertèbre cervicale, l'obligeant à rester immobile au lit, allongée et en convalescence pendant une longue période. Cette blessure va mettre un terme à sa carrière d'actrice.
Elle a été brièvement en couple avec Gianni Agnelli. 

### Engagements
Outre l'écriture et la réalisation de films, Dalila Di Lazzaro participe à des initiatives sociales : lors de la Settimana della moda de Milan 2011, un événement organisé par la Chambre de la mode, elle a été nommée à la tête des « sentinelles anti-anorexie », dont le but est de surveiller les mannequins et de signaler les cas pathologiques ou à risque au département de la santé de Milan. Elle est également favorable aux adoptions par des parents non mariés. Elle se déclare catholique et dévote de Saint Expédit. 

## Filmographie

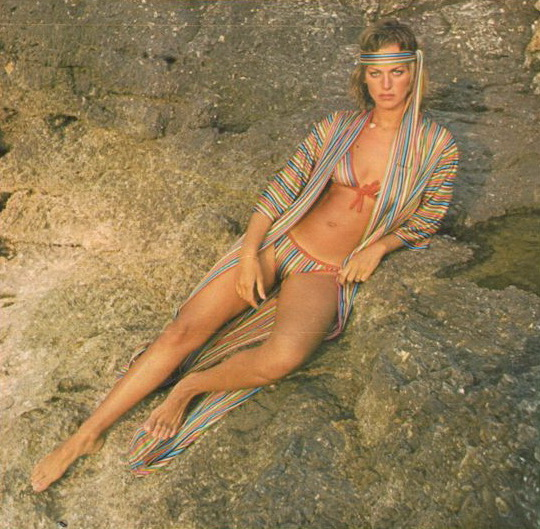
Dalila Di Lazzaro en 1975.

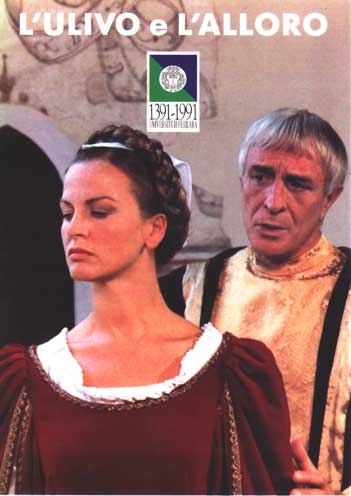
Affiche du film L'ulivo e l'alloro (1991) où elle figure en compagnie de.

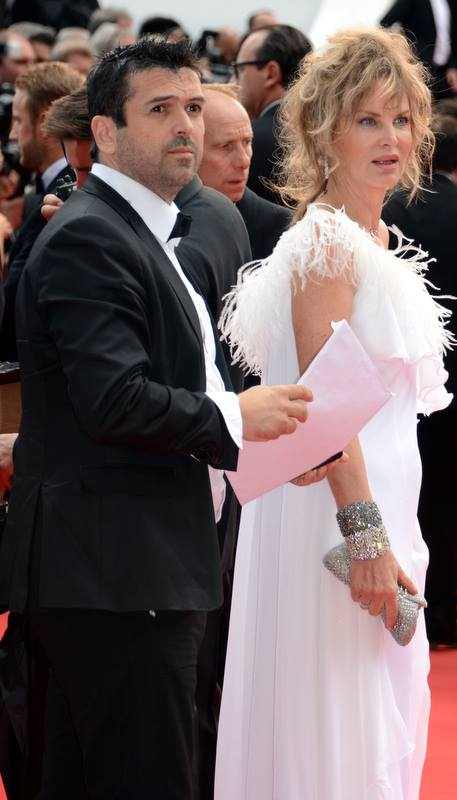
Avec Jeff Domenech au Festival de Cannes 2014.

- 1972 : Amigo!... Mon colt a deux mots à te dire (Si può fare... amigo) de Maurizio Lucidi
- 1972 : Il sindacalista de Luciano Salce
- 1972 : Ton vice est une chambre close dont moi seul ai la clé (Il tuo vizio è una stanza chiusa e solo io ne ho la chiave) de Sergio Martino
- 1972 : L'Argent de la vieille (Lo scopone scientifico) de Luigi Comencini
- 1972 : Frankenstein '80 de Mario Mancini (it)
- 1972 : Les Nouveaux Contes de Canterbury (Canterbury No. 2 - nuove storie d'amore del '300) de Joe D'Amato
- 1973 : Chair pour Frankenstein (Il mostro è in tavola barone Frankenstein) de Paul Morrissey et Antonio Margheriti
- 1973 : Les Aventures amoureuses de Scaramouche (Da Scaramouche or se vuoi l'assoluzione baciar devi sto... cordone!) de Gianfranco Baldanello
- 1974 : Deux Grandes Gueules (Il bestione) de Sergio Corbucci
- 1975 : La bête tue de sang-froid (L'ultimo treno della notte) d'Aldo Lado
- 1975 : La Pépée du gangster (La pupa del gangster) de Giorgio Capitani
- 1976 : Oh, Serafina ! d'Alberto Lattuada
- 1976 : L'Italia s'è rotta de Steno
- 1977 : Qui a tué le chat ? (Il gatto) de Luigi Comencini
- 1977 : Tre tigri contro tre tigri de Sergio Corbucci et Steno
- 1977 : L'Affaire de la fille au pyjama jaune (La ragazza dal pigiama giallo) de Flavio Mogherini
- 1979 : Un dramma borghese de Florestano Vancini
- 1980 : Eugenio (Voltati Eugenio) de Luigi Comencini
- 1980 : Stark System d'Armenia Balducci
- 1980 : Le Bandit aux yeux bleus (Il bandito dagli occhi azzurri) d'Alfredo Giannetti
- 1980 : Trois Hommes à abattre de Jacques Deray
- 1981 : Prima che sia troppo presto (it) d'Enzo Decaro (it)
- 1981 : Un dramma borghese de Florestano Vancini
- 1981 : Ensemble, c'est un bordel... séparés, un désastre (Quando la coppia scoppia) de Steno
- 1982 : Une de trop (Una di troppo) de Pino Tosini
- 1984 : Tutti dentro d'Alberto Sordi
- 1985 : Phenomena de Dario Argento
- 1985 : Miss Right (La donna giusta) de Paul Williams (en)
- 1985 : Killer contro killers de Fernando Di Leo
- 1987 : Sicilian Connection de Tonino Valerii
- 1989 : Frisson (Spogliando Valeria) de Bruno Gaburro
- 1989 : Kinski Paganini de Klaus Kinski
- 1990 : Diceria dell'untore (it) de Beppe Cino
- 1990 : Alcune signore per bene (it) de Bruno Gaburro
- 1991 : Strepitosamente... flop (it) de Pierfrancesco Campanella (it)
- 1991 : L'ulivo e l'alloro d'Antonio Maria Magro
- 1997 : Maître Da Costa de Nicolas Ribowski
- 2013 : L'ultima ruota del carro (it) de Giovanni Veronesi

## Publications
- Il mio cielo, Piemme Edition, 2006
- L'angelo della mia vita, Piemme Edition, 2008
- Toccami il cuore, Piemme Edition, 2009
- Il mio tesoro nascosto, Piemme Edition, 2011
- Una donna lo sa, Piemme Edition, 2014